# Drymophila cyanocarpa
Drymophila cyanocarpa är en alströmeriaväxtart som beskrevs av Robert Brown. Drymophila cyanocarpa ingår i släktet Drymophila och familjen alströmeriaväxter. Inga underarter finns listade i Catalogue of Life.